# Candy (Einheit)
Der Candy (sprich: Kändi) war ein Gewichtsmaß in Travancore, in Vorderindien im heutigen Bundesstaat Kerala, einer Provinz der ehemaligen Präsidentschaft Madras. Der Unterschied des Maßes wurde durch die verschiedenen Pfundmaße Rattel und Putur bestimmt.
- 1 Candy = 30 Tulama = 600 Putur/Pfund = 271 Kilogramm
- 1 Candy = 20 Maund/Mahnd = 500 Rattel/Pfund = 227 Kilogramm
- 1 Candy = 20 Colagas = 320 Pöcka-Sihrs/Sultanin-Pöcka-Sihrs à 16 Tchattacks/Chattacks = 19776 Pariser Kubikzoll = 3,923 Hektoliter (etwa Gewicht 308,299 Kilogramm)